# Sogéa Football Club
Il Sogéa Football Club è una società calcistica con sede a Libreville, in Gabon.
Il club milita nella massima serie del campionato gabonese di calcio.

## Stadio
Il club disputa le gare interne allo stadio Stade Augustin Monédan de Sibang che ha una capacità di circa 7000 spettatori.

## Rosa 2009
| N. |                    | Ruolo | Calciatore           |
| -- | ------------------ | ----- | -------------------- |
|    | Gabon (bandiera)   | P     | Nick Moundounga      |
|    | Camerun (bandiera) | P     | Gnassa               |
|    | Gabon (bandiera)   | P     | Loussoueke Mouketou  |
|    | Gabon (bandiera)   | D     | Ndong Mba Emmanuel   |
|    | Gabon (bandiera)   | D     | Farel Mounguengui    |
|    | Gabon (bandiera)   | D     | Gildas Ontsoussou    |
|    | Gabon (bandiera)   | D     | Okali Christian      |
|    | Gabon (bandiera)   | D     | Wilfred Akoukou Nze  |
|    | Gabon (bandiera)   | D     | René Nsi Akoue       |
|    | Gabon (bandiera)   | D     | Michel Mbatchi Ngoma |
|    | Gabon (bandiera)   | D     | Thibault Tchikaya    |
|    | Gabon (bandiera)   | D     | Armel Bouassa        |
|    | Gabon (bandiera)   | D     | Daouda Mouanganga    |

| N. |                  | Ruolo | Calciatore            |
| -- | ---------------- | ----- | --------------------- |
|    | Gabon (bandiera) | D     | Lebrin Sita Milandou  |
|    | Gabon (bandiera) | D     | Paolo Nzoughe         |
|    | Gabon (bandiera) | C     | Cédric Moubamba       |
|    | Gabon (bandiera) | C     | Alain Djissikadie     |
|    | Gabon (bandiera) | C     | Fabrice Minko         |
|    | Gabon (bandiera) | C     | Belistaire Lakou      |
|    | Gabon (bandiera) | C     | Hans Bivaghe          |
|    | Gabon (bandiera) | C     | Serge Mbavu           |
|    | Gabon (bandiera) | C     | Landry Dkimbi         |
|    | Gabon (bandiera) | C     | Yves Bilong Asseko    |
|    | Gabon (bandiera) | A     | Allouh Hugues         |
|    | Gabon (bandiera) | A     | Jérémie Etonde Etonde |
|    | Gabon (bandiera) | A     | Akame Mathieu         |